# Leader Board
Leader Board, a volte sottotitolato Pro Golf Simulator, è un videogioco di simulazione di golf, sviluppato inizialmente da Bruce Carver e Roger Carver per Commodore 64 nel 1986 (solo questa versione, a video, usa il titolo Leaderboard Golf) e pubblicato da Access Software anche per gli home computer Amiga, Atari 8-bit e Atari ST. Le versioni europee, comprendenti anche Amstrad CPC, Amstrad PCW e ZX Spectrum, vennero pubblicate dalla U.S. Gold. Il gioco è caratterizzato da grafica tridimensionale e fu un successo soprattutto nella versione per Commodore 64, dotata di un motore grafico notevolmente veloce per l'epoca, e premiata con la "medaglia d'oro" dalla rivista Zzap!.
Nel 1988 venne prodotta anche una versione arcade, basata sull'hardware Amiga, dalla Arcadia Systems, una divisione della Mastertronic.
Leader Board ebbe alcuni seguiti a poca distanza di tempo, sempre editi da Access e U.S. Gold: l'espansione Tournament, la Executive Edition e World Class Leader Board.

## Modalità di gioco
Leader Board è giocabile da 1-4 giocatori umani; non ci sono avversari computerizzati e in giocatore singolo si compete solo per il punteggio. Ci sono tre livelli di difficoltà generale, impostabili anche diversamente per ogni giocatore, e 4 percorsi selezionabili di 18 buche ciascuno.
I percorsi si svolgono su paesaggi piatti con presenza di laghi, e talvolta è necessario mandare la pallina su delle isole separate. Nelle versioni a 8 bit non sono presenti bunker di sabbia né alberi, che vennero aggiunti solo sui più potenti Amiga e Atari ST. 
La visuale sul campo è tridimensionale dalle spalle del golfista, fissa in direzione della buca, con un pannello informativo nella parte destra dello schermo. Dopo ogni colpo l'immagine viene ridisegnata nella nuova posizione della pallina. Non ci sono mappe bidimensionali a video, viene data solo un'indicazione della distanza attuale dalla buca.
Per ogni colpo il giocatore può selezionare la mazza da utilizzare e la direzione orizzontale di tiro con un mirino. Per tirare si tiene premuto il pulsante o tasto, che causa il rapido allungamento di una barra di regolazione della potenza del tiro. Rilasciando il pulsante al momento giusto si seleziona la potenza, dopodiché la barra ridiscende per selezionare l'effetto sulla pallina, presente solo ai livelli di difficoltà medio e massimo, che può causare una deviazione laterale più o meno marcata del tiro.
Solo al massimo livello di difficoltà è presente anche l'influenza del vento, che può soffiare in tutte le direzioni a velocità variabile.
Quando si raggiunge il green non ci sono più l'effetto del colpo e del vento, ma si deve tener conto della pendenza del terreno, rappresentata dall'ombra di un paletto sull'erba.
Alcune versioni del programma richiedono l'inserimento di una chiave hardware come protezione dalla pirateria.

## Serie
Leader Board, il primo gioco della serie, viene realizzato nel 1986 e include quattro percorsi ambientati su isole.
Leader Board Tournament o Leaderboard Tournament, anche presentato come Leader Board Tournament Disk #1, è una espansione autonoma (in alcune versioni richiede però la chiave hardware dell'originale) del precedente gioco contenente quattro nuovi percorsi, realizzata poco dopo per Amiga, Amstrad CPC, Atari 8-bit, Atari ST, Commodore 64 e ZX Spectrum. 
Leader Board: Executive Edition, presentato come Executive Leaderboard a video, è un titolo non molto diverso dall'originale realizzato nel 1986 solo per Commodore 64, e presenta due nuovi percorsi ambientati in un nuovo paesaggio su terra comprendente alberi e bunker.
World Class Leaderboard del 1987 è l'ultimo gioco della serie, l'unico uscito anche per console, e originariamente comprende quattro percorsi. Successivamente vennero realizzati tre ulteriori dischi di espansione intitolati Famous Courses, contenenti quattro nuovi percorsi ciascuno.
Un editor di livelli non ufficiale per Leader Board su Amstrad CPC apparve sulla rivista Amstrad Action sotto forma di codice sorgente.
Leader Board Birdie (o anche Collection o Dual Pack) è una raccolta di Leader Board e Tournament con altri percorsi aggiuntivi, uscita nel 1988 per Amiga e ST.
Leader Board Par 3 è una raccolta di Leader Board, Tournament e World Class per Amstrad CPC e Spectrum (1988).
Leader Board Par 4 è una raccolta di Leader Board, Tournament, Executive e World Class per Commodore 64 (1988).
World Class Leader Board: The Series è una raccolta di World Class Leaderboard con tutte le sue espansioni, uscita per DOS nel 1992.